# Madrid Tennis Grand Prix 1994
Il Madrid Tennis Grand Prix 1994 è stato un torneo di tennis giocato sulla terra rossa. È stata la 23ª edizione del Madrid Tennis Grand Prix che fa parte della categoria World Series nell'ambito dell'ATP Tour 1994. Si è giocato a Madrid in Spagna dal 25 aprile al 1º maggio 1994.

## Campioni

### Singolare
Thomas Muster ha battuto in finale  Sergi Bruguera con il punteggio di 6–2, 3–6, 6–4, 7–5

### Doppio
Rikard Bergh /  Menno Oosting hanno battuto in finale  Jean-Philippe Fleurian /  Jakob Hlasek con il punteggio di 6–3, 6–4